# Scotopteryx lamprammodes
Scotopteryx lamprammodes är en fjärilsart som beskrevs av Louis Beethoven Prout 1911. Scotopteryx lamprammodes ingår i släktet backmätare, och familjen mätare. Inga underarter finns listade.